# ماسومی آسانو
ماسومی آسانو (انگلیسی: Masumi Asano; ۲۵ اوت ۱۹۷۷ – ) صداپیشه، مؤلف، خواننده، رمان‌نویس، و نویسنده اهل ژاپن بود.